# Asesinato de Jason Spencer
Jason Spencer (3 de junio de 1989 - 6 de marzo de 2007) fue un adolescente inglés asesinado el 6 de marzo de 2007 en Sherwood, Nottingham. Más tarde, Reuben Valentino se declaró culpable de asesinato en un juicio en la Corte de la Corona de Nottingham, en octubre de 2007. Inicialmente Valentine se dio a la fuga, pero luego fue arrestado.

## Trasfondo
Spencer nació el 3 de junio de 1989 en el Hospital de la Ciudad de Nottingham. Nació cuando su madre, Angela Spencer, tuvo una cesárea de emergencia. Disfrutaba del baloncesto y la música, y estudiaba Tecnología Musical en la universidad.

## Asesinato
El 6 de marzo de 2007, Spencer llegó a su hogar luego de ir a la universidad, le dijo a sus padres que tenía que verse con un amigo para conversar sobre una idea de negocios y que no regresaría hasta la hora del té. Luego esa misma tarde, fue abordado por Valentine, quién lo provocó a una "pelea amistosa", durante la cual la chaqueta de Valentine fue rasgada. Cuando Spencer se negó a pagar por la chaqueta de Valentine, una verdadera pelea se desató, y Spencer fue apuñalado 8 veces, muriendo en la escena.

## Arresto, juicio y veredicto
Valentine fue arrestado en Nottingham luego de regresar de estar escondido con su familia en Bristol. Anteriormente a esto, los padres de Spencer habían escrito un poema en un intento por localizar a los asesinos de su hijo.
Durante el juicio en la Corte de la Corona de Nottingham, Valentine se declaró a sí mismo inocente, alegando que el asesinato había sido accidental. Aunque un segundo hombre, que había sido arrestado en el tiempo del asesinato y que había identificado a Valentine como el asesino, se negó a dar evidencias, Valentine mismo cambió su alegato antes de entrar en la corte y decidió colaborar con evidencias. Antes de declarar su veredicto, el Juez Michael Stokes, concordó con la madre de Spencer en que Valentine era "barbárico y malvado", y recomendó que sirviera un mínimo de dieciséis años en prisión.

## Fundación Jason Spencer
En 2008, Angela Spencer y John Greensmith fundaron la fundación Jason Spencer, con el fin de hallar una mejor manera de ofrecer ayuda a familias afligidas por asesinatos o matanzas, y para poner en mira a la portación de armas blancas y a crímenes relacionadas con ellas. Luego de años de lucha, pudieron abrir y fundar uno de los pocos centros de ayuda británicos para familias golpeadas por crímenes violentos. Los jóvenes locales se unieron para juntar fondos para el terreno de deportes Jason Spencer, que abrió en 2011. Desde entonces se añadió una pista de patinaje. En abril de 2013, la fundación abrió otro centro de ayuda que cubre Nottingham y las Tierras Medias Orientales, con fondos del Ministerio de Justicia.